# Демьяново (усадьба)
Демьяново — усадьба, расположенная в селе Демьянове на реке Сестре. Ныне Московская область, Клинский район, город Клин.

## История усадьбы
Первое упоминание о селе Демьянове и о храме относится к 1624 г. В описях церквей Клинского уезда есть запись: «За Иваном Володимировичем сыном Благим старая отца его вотчина село Демьяново на реке на Сестре».
Следующее упоминание датируется 1709 годом «Вотчина стольника Андрея Михайлова сына Колычева село Демьяново на реке на Сестре...» Также сохранилось подробное описание жителей с указанием, кто сколько платил церковной дани.
- 1709 г. Вотчина стольника Андрея Михайлова сына Колычева.

Следующим владельцем вотчины стал генерал-майор Григорий Яковлевич Наумов.
- 1742 г. Сгорела старая деревянная церковь.
- 1746 г. Г. Я. Наумов выстроил новую — каменную — церковь.
- 1770-е гг. Создание усадебного ансамбля, сохранившегося до наших дней.

И. Г. Наумов — камер-юнкер «Ея Императорского Величества» был женат на княжне В. А. Голицыной.
После смерти И. Г. Наумова их дочь М. И. Наумова унаследовала Демьяново. Она была замужем за А. Я. Римским-Корсаковым.
В 1780 году в усадьбе насчитывалось 79 дворов, 285 мужчин и 295 женщин.
- В 1807 г. Демьяново купила А. А. Полтарацкая.

Её дочь вышла замуж за Д. Б. Мертваго.
- В 1883 г. усадьбу покупает В. И. Танеев (русский философ, адвокат, социолог, философ и общественный деятель из рода Танеевых.
- В 1900 г. В. И. Танеев переезжает в Демьяново, перевозит сюда уникальную библиотеку примерно в 20000 томов.
- Перед 1917 годом Танеев (последний хозяин Демьянова) передал усадьбу местному Давыдковскому волостному совету, получив в дальнейшем «охранную грамоту», подписанную В. И. Лениным.
- В 1928 г. на месте утраченного садового павильона возвели туберкулёзный диспансер, который существовал до 2000-х.

- В 1991 г. усадьба Демьяново стала филиалом музея‑заповедника П. И. Чайковского.

В усадьбе бывали в 1811 г. А. С. Пушкин с дядей В. Л. Пушкиным; в 1813 г. Г. Р. Державин;
в 1830-х гг. М. Н. Загоскин; П. А. Вяземский; С. И. Танеев; П. И. Чайковский; А. Н. Скрябин; А. М. Васнецов; К. А. Тимирязев; семья Гнесиных; Андрей Белый и др.
В Демьянове была также фабрика миткаля, кисеи и холстины.

## Усадебный комплекс «Демьяново»
Сформировался в 1770-е гг.
- Главный дом двухэтажный, кирпичный, стиль: раннего классицизма.
- Каменные строения хозяйственного двора.
- Успенская церковь.
- Каскадные пруды, большой парк с регулярной и пейзажной частями.
- Искусственный холм с гранитной колонной и статуей Минервы скульптора Ж.-Д. Рашетта (не сохранились).

## Иные источники

### Законодательные акты
- «Декреты Советской власти». — М., 1957.

### Воспоминания, дневники, письма
- Д. Б. Мертваго «Пугачевщина. Из записок Д. Б. Мертваго». — М., 1867.
- Д. Б. Мертваго «Записки Д. Б. Мертваго». — М., 1867.
- «Дневники П. И. Чайковского. 1873—1891 гг.». — М., Пб., 1927.
- А. Белый «На рубеже двух столетий». — М., Л., 1930.
- Л. А. Скрябина «Воспоминания». «Скрябин А. Н. 1915—1940 гг.». — М.—Л., 1940.
- П. В. Танеев «Воспоминания о К. А. Тимирязеве». «К. А. Тимирязев». — М., 1940.
- «Переписка П. И. Чайковского и С. И. Танеева». — М., 1951.
- А. К. Тимирязев «Из воспоминаний о С. И. Танееве». «Танеев С.И. Материалы и документы». Т. 1. — М., 1952.
- В. М. Лобанов «Творческий путь А. Васнецова». «Васнецов А. Сборник материалов». — М., 1957.
- В. И. Танеев «Детство, юность, мысли о будущем». — М., 1959.
- Т. П. Пассек «Воспоминания "из дальних лет"». Т. 1. — М., 1963.
- «Скрябин. Письма». — М., 1965.
- В. А. Васнецов «Страницы прошлого. Воспоминания о художниках братьях Васнецовых». — Л., 1976.
- С. И. Танеев «Дневники. 1894—1909». Т. 1. — М., 1981.
- С. И. Танеев «Дневники. 1894—1909». Т. 2. — М., 1983.
- «Летопись жизни и творчества А. Н. Скрябина». — М., 1985.
- С. И. Танеев «Дневники. 1894—1909». Т. 3. — М., 1986.
- Д. Д. Благово «Рассказы бабушки: из воспоминаний пяти поколений, записанные и собранные её внуком Д. Д. Благово». — Л., 1989.
- А. В. Лавров «А. Белый в 1900-е годы: жизнь и литературная деятельность». — М., 1995.
- «Письма Д. Б. Рязанова 1935 года по вопросу приобретения Институтом Маркса-Энгельса библиотеки В. И. Танеева» // «Археографический ежегодник за 1995 г.». — М., 1997.

### Справочные издания
- К. Нистрем «Указатель селений и жителей уездов Московской губернии». — М., 1852.
- И. А. Благовещенский «Краткие сведения о всех церквах Московской епархии в алфавитном порядке исчисленных». — М., 1874.
- «Населённые местности Московской губернии». — М., 1911.
- «Древности. Труды комиссии по сохранению древних памятников Императорского Московского Археологического Общества». Т. 4.— М., 1912.
- «Населённые местности Московской губернии». — М., 1913.
- Административно-экономический справочник по Московской губернии за 1924 год. — М., 1924.
- И. Картавцов «Усадьбы Московской губернии. Опыт библиографического указателя». — М., 1927.
- «Памятные места Московской области». — М., 1954.
- «Памятники архитектуры Московской области». Т. 1. — М., 1975.
- «Памятники архитектуры Московской области». Т. 1. — М., 1998.
- «План летних экскурсий, устраиваемых ОИРУ, на 1925 г.». «Русская усадьба». Сборник ОИРУ, вып. 4. М., 1998 г.

### Архивы
- - РГАДА

- ф. 350, оп. 1, д. 182;
- ф. 1320, оп. 2, д. 242;
- ф. 1355, оп. 1, д. 764;
- ф. 1356, оп. 1, д. 2301.
  - ОПИ ГИМ
- ф. 54, оп. 1, дд. 1143, 1144;
- ф. 402, оп. 1, д. 984.
  - ЦИАМ
- ф. 203, оп. 207, д. 679;
- ф. 203, оп. 744, д. 1522;
- ф. 206, оп. 1, д. 1531;
- ф. 206, оп. 2, д. 242а;
- ф. 275, оп. 2, д. 297.
  - ЦГАМО

ф. 4997, оп. 1, дд. 270, 858.